# Кетрін Роулз
Кетрін Роулз (англ. Katherine Rawls, 14 червня 1917 — 8 квітня 1982) — американська плавчиня і стрибунка у воду.
Призерка Олімпійських Ігор 1932, 1936 років.